# Dendrobium superbiens
Dendrobium superbiens är en orkidéart som beskrevs av Heinrich Gustav Reichenbach. Dendrobium superbiens ingår i släktet Dendrobium, och familjen orkidéer.
Artens utbredningsområde är Queensland. Inga underarter finns listade i Catalogue of Life.